# DR řada 52.80
Lokomotivní řada 52.80 DR vznikla zásadní rekonstrukcí válečné lokomotivní řady 52 DRB. Tyto rekonstrukce prováděly v letech 1960–1967 východoněmecké železniční opravny Raw Stendal.

## Vznik a vývoj
Již od roku 1959 probíhaly v Raw Stendal generální opravy válečných lokomotiv ř. 52, při kterých byly odstraňovány různé zjednodušené a slabě dimenzované součásti používané ve válečné produkci a nahrazovány silně opotřebené celky. Většinou byl vyměňován i skříňový kotel a podvozky a lokomotivy dostávaly směšovací předehřívače vody.
Na počátku jara 1960 byl program generálních oprav utlumen a přešlo se na rekonstrukce lokomotiv této řady. Důvody byly ekonomické – po válce neměla NDR dostatečné zdroje černého uhlí, v lokomotivách se topilo hnědým, které mělo nižší výhřevnost a výhřevná plocha kotle proto byla nedostatečná. Navíc kotle byly vyrobeny z oceli St 47 K, která projevovala známky stárnutím a v kotlích vznikaly trhliny, takže je nebylo možné dále provozovat. Proto bylo navrženo lokomotivy zrekonstruovat s použitím kotlů typu 50E se spalovací komorou, které byly původně zkonstruované pro lokomotivy řady 50 (po rekonstrukci řada 50.35).
Pro rekonstrukci byly vybírány lokomotivy s plechovým rámem. Veškeré úpravy pro uložení nového kotle byly prováděny pouze na rámu lokomotivy, takže kotle byly i mezi řadami volně zaměnitelné. Dalšími typickými znaky rekonstruovaných lokomotiv byly nové, svařované válce, směšovací předehřívač vody typu IfS (Institut für Schienenfahrzeuge Berlin-Adlershof – Ústav pro kolejová vozidla v Berlíně - Adlershofu) a nová přední stěna budky s oválnými okny. Plánovaná kompletní výměna budky a spřáhla mezi lokomotivou a tendrem nebyla z kapacitních důvodů provedena. Opotřebovaný vanový tendr 2'2'T30 byl zpravidla opatřen novou vanou.
Dále byly dosazeny stavěcí klíny nápravových ložisek a byl renovován Krauss-Helmholtzův podvozek. Šoupátka zůstala původní s vyrovnávači tlaku Winterthur , což mělo za následek vyšší jízdní odpor při jízdě výběhem. Teprve v 80. letech byly na některé lokomotivy dosazovány šoupátka Trofimov a přetlakové ventily na válce, což výrazně snížilo jízdní odpor při jízdě výběhem a tím i spotřebu provozních hmot.
Na některých lokomotivách byla použita dyšna Giesl, ale z licenčních důvodů se při nadměrném opotřebení nebo poruše tyto dyšny odstraňovaly a nahrazovaly původním provedením.

## Zachované stroje
Z 200 rekonstruovaných lokomotiv se zachovala poměrně velká část, z toho deset bylo v srpnu 2007 provozních.
52 8055 byla v roce 1998 ve švýcarské Dampflokomotiv- und Maschinenfabrik DLM AG, Winterthur, znovu rekonstruována s uplatněním nejnovějších poznatků vědy a techniky v oboru parních strojů a od té doby je v provozu.

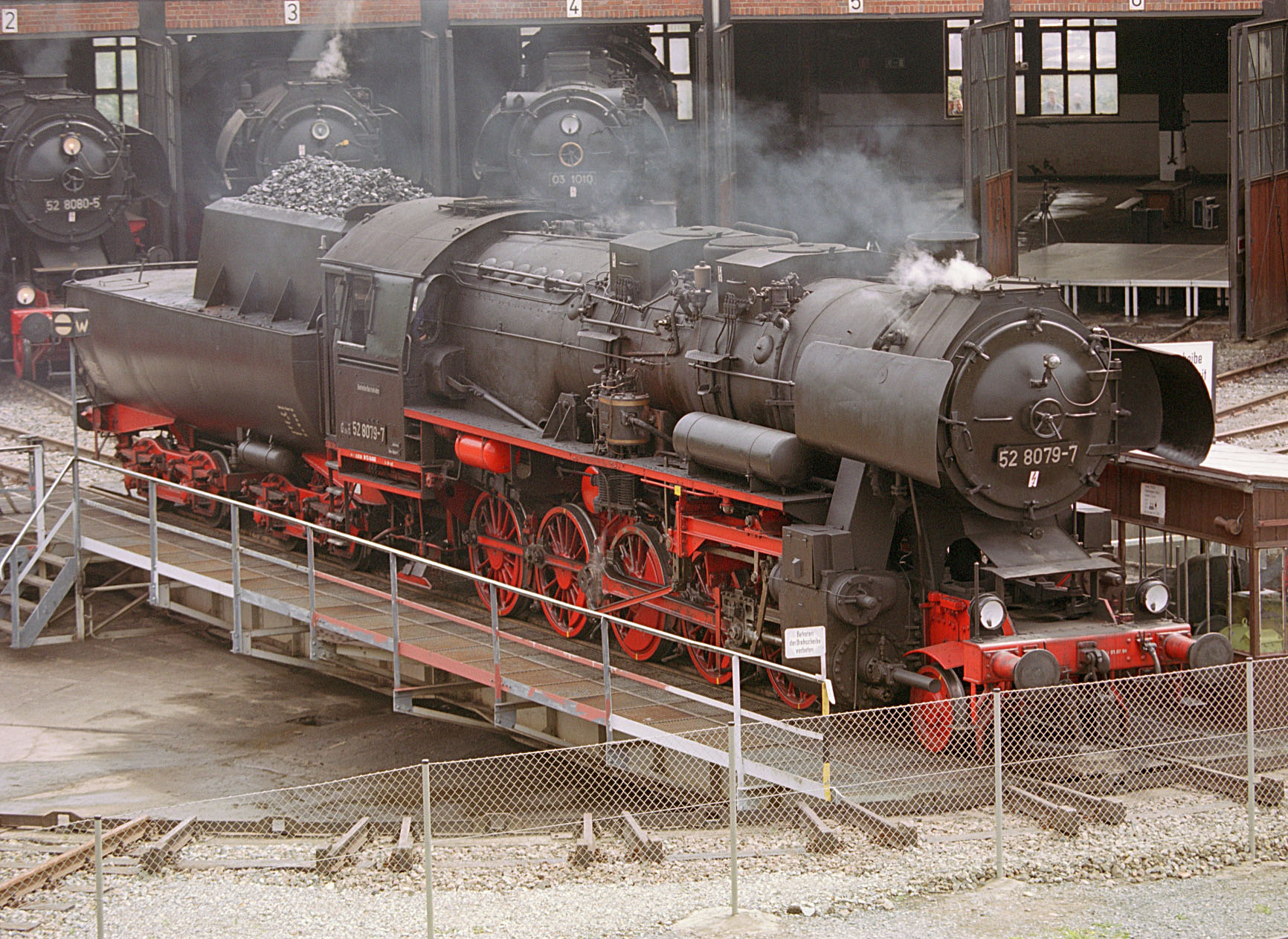
52 8079 na točně v železničním muzeu Dresden-Altstadt
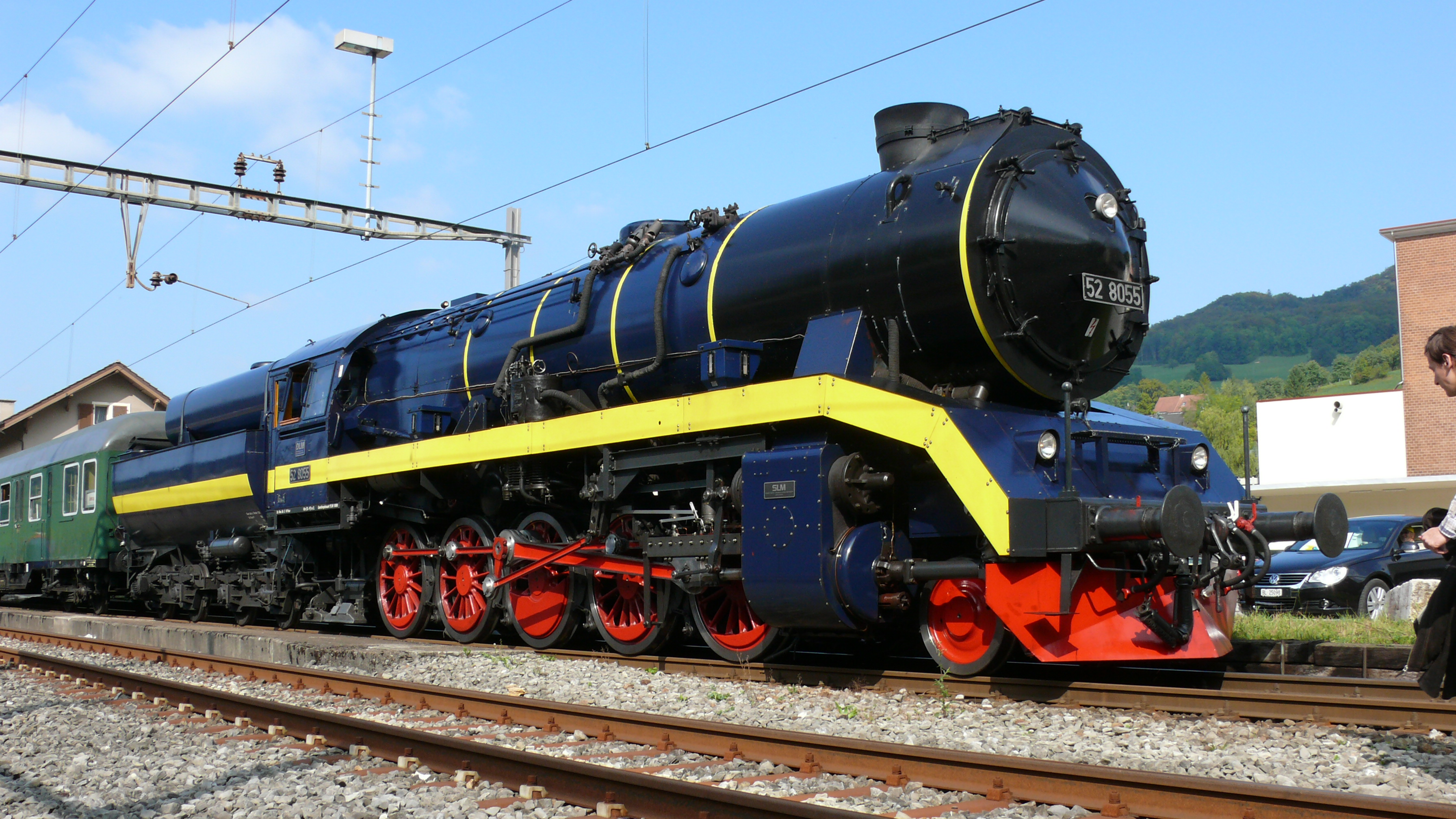
Nejmodernější 52.80 - 8055 po kompletní přestavbě